# Erich Raff

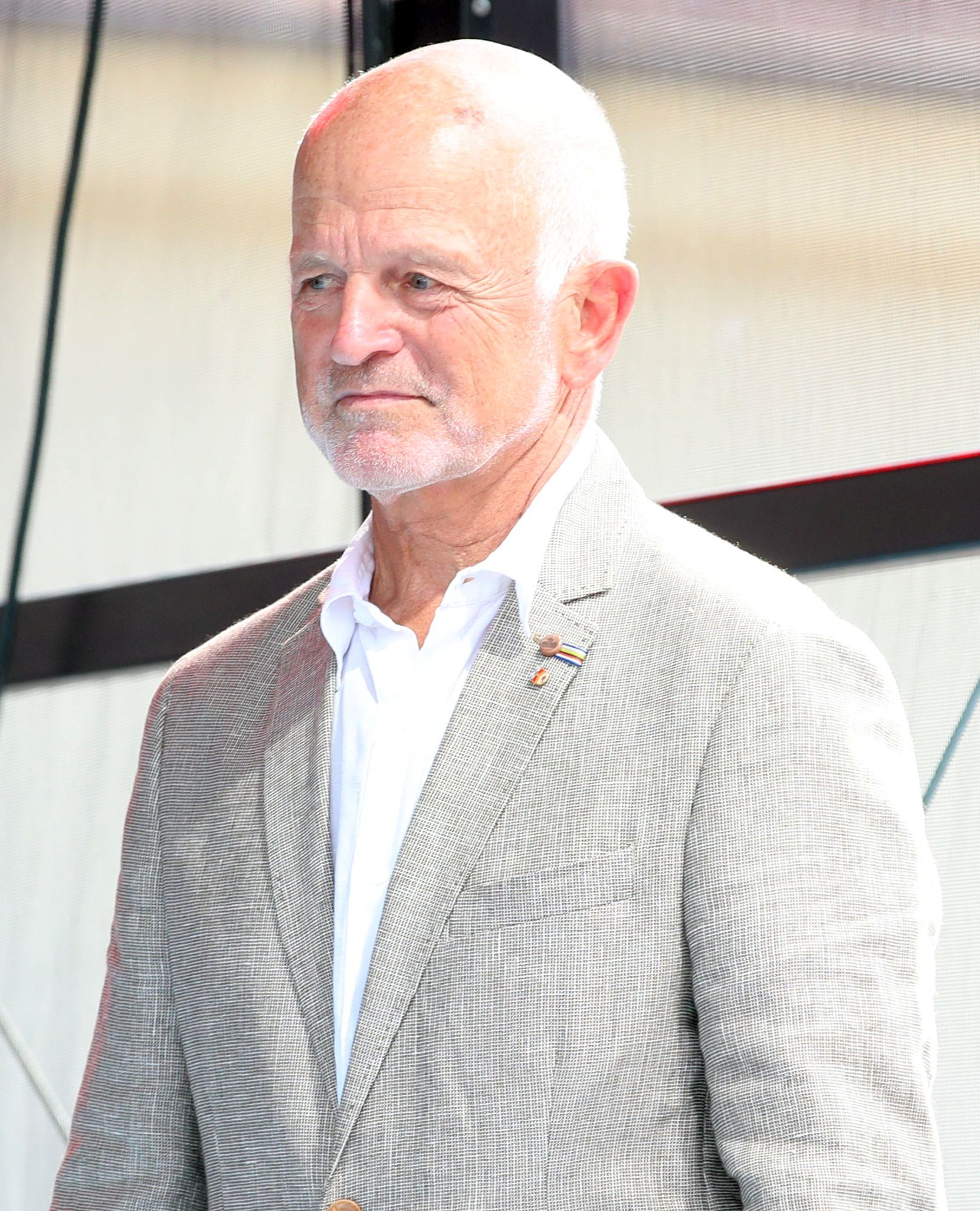
Erich Raff (2022)

Erich Friedrich Raff (* 18. April 1953 in Fürstenfeldbruck) ist ein deutscher Politiker (CSU) und war von 2017 bis 2023 Oberbürgermeister von Fürstenfeldbruck.
Nach der Mittleren Reife 1971 machte Raff eine Ausbildung als Polizist, die er 1974 abschloss. 1979 machte er ein Fachabitur und studierte bis 1984 für den Gehobenen Polizeidienst. Das Studium schloss er als Diplom-Verwaltungswirt FH ab. Von 1974 bis zu seiner Pensionierung 2013 war er im Polizeidienst tätig, zunächst bei der Verkehrspolizei, anschließend in leitender Funktion bei der Kriminalpolizei.
Raff ist seit 1996 Mitglied im Stadtrat von Fürstenfeldbruck. Von 1996 bis 2008 war er Verkehrsreferent und von 2008 bis 2017 Sportreferent. 2009 erhielt er die Auszeichnung des Bayerischen Ministerpräsidenten für besondere Leistungen im Ehrenamt. 2014 wurde er zweiter Bürgermeister. Da Oberbürgermeister Klaus Pleil (Brucker Bürgervereinigung, BBV) im Sommer 2015 einen Herzinfarkt erlitt, von dem er sich nur langsam erholte, führte Raff die Geschäfte. Anfang 2017 entließ der Stadtrat Pleil, so dass eine vorzeitige Neuwahl fällig wurde. Zur Wahl am 7. Mai 2017 traten sechs Kandidaten an. Raff erhielt als Kandidat der CSU mit 43,3 % die meisten Stimmen. Da er die absolute Mehrheit verfehlt hatte, musste er gegen Martin Runge, der für BBV und Grüne im ersten Wahlgang 30 % erhalten hatte, am 21. Mai in die Stichwahl. Diese konnte er bei einer Wahlbeteiligung von 41,2 % mit 52,0 % der Stimmen für sich entscheiden. Bei der Oberbürgermeisterwahl 2023 kandidierte Raff nicht erneut.
Raff ist seit 1969 Mitglied der Handballabteilung des TuS Fürstenfeldbruck. Dort engagiert er sich seit 1981 als Schiedsrichter, von 1991 bis 1999 leitete er die Handballabteilung und von 1991 bis 2014 war er Manager der ersten Männermannschaft.